# Neckartalstraße
Die Neckartalstraße ist ein Straßenbauwerk im Stadt- und Landkreis Heilbronn in Baden-Württemberg. Die Straße verbindet die Autobahnanschlussstelle Heilbronn/Untereisesheim der Bundesautobahn 6 mit der Bundesstraße 27 (Heilbronn–Ludwigsburg) beim Heilbronner Stadtteil Sontheim.

## Geschichte
Der Bau der Neckartalstraße, die in ihrem gesamten Verlauf dem Neckartal folgt, begann bereits 1969 und wurde in mehreren Bauabschnitten bis 1989 vollzogen. Die Straße ist beginnend mit der Ortsumfahrung von Obereisesheim im Norden und der anschließenden Unterfahrung der Neckartalbrücke bis zur Einmündung in die B 27 in Sontheim im Süden damit über eine Länge von rund 9 km eine nahezu geradlinige Umgehungsstrecke zu traditionellen Verkehrswegen durch die Heilbronner Innenstadt.
Ermöglicht wurde deren Umgehung durch den 1985 bis 1988 erfolgten Bau der Neckartalstraßenbrücke bei Sontheim, mit der die sonst westlich des Neckars verlaufende Neckartalstraße in einem ausladenden Bogen den Fluss überquert, um zur von Heilbronn bis nach Lauffen am Neckar östlich des Flusses verlaufenden B 27 zu gelangen. Die Einweihung der Neckartalstraße erfolgte am 30. Mai 1989. Im Jahr 1992 wurde bei Böckingen ein Anschluss über die Otto-Konz-Brücke zur Karlsruher Straße, das heißt zur B 293 (Heilbronn–Karlsruhe) geschaffen. 1996 wurde die Böckinger Brücke ergänzt. Die Straße soll wesentlich zur Entlastung des Verkehrs durch die Heilbronner Innenstadt beitragen. Im Jahr 2000 fuhren täglich bis zu 50.000 Fahrzeuge auf der Neckartalstraße.
Von verschiedenen Seiten wird gelegentlich der weitere Ausbau des nördlich an die Neckartalstraße anschließenden Teils der L 1100 bis Bad Wimpfen zur Umgehungsstraße gefordert, um für Untereisesheim und günstigstenfalls auch Bad Wimpfen eine Verkehrsentlastung zu bringen.